# Austragshaus (Taiting)

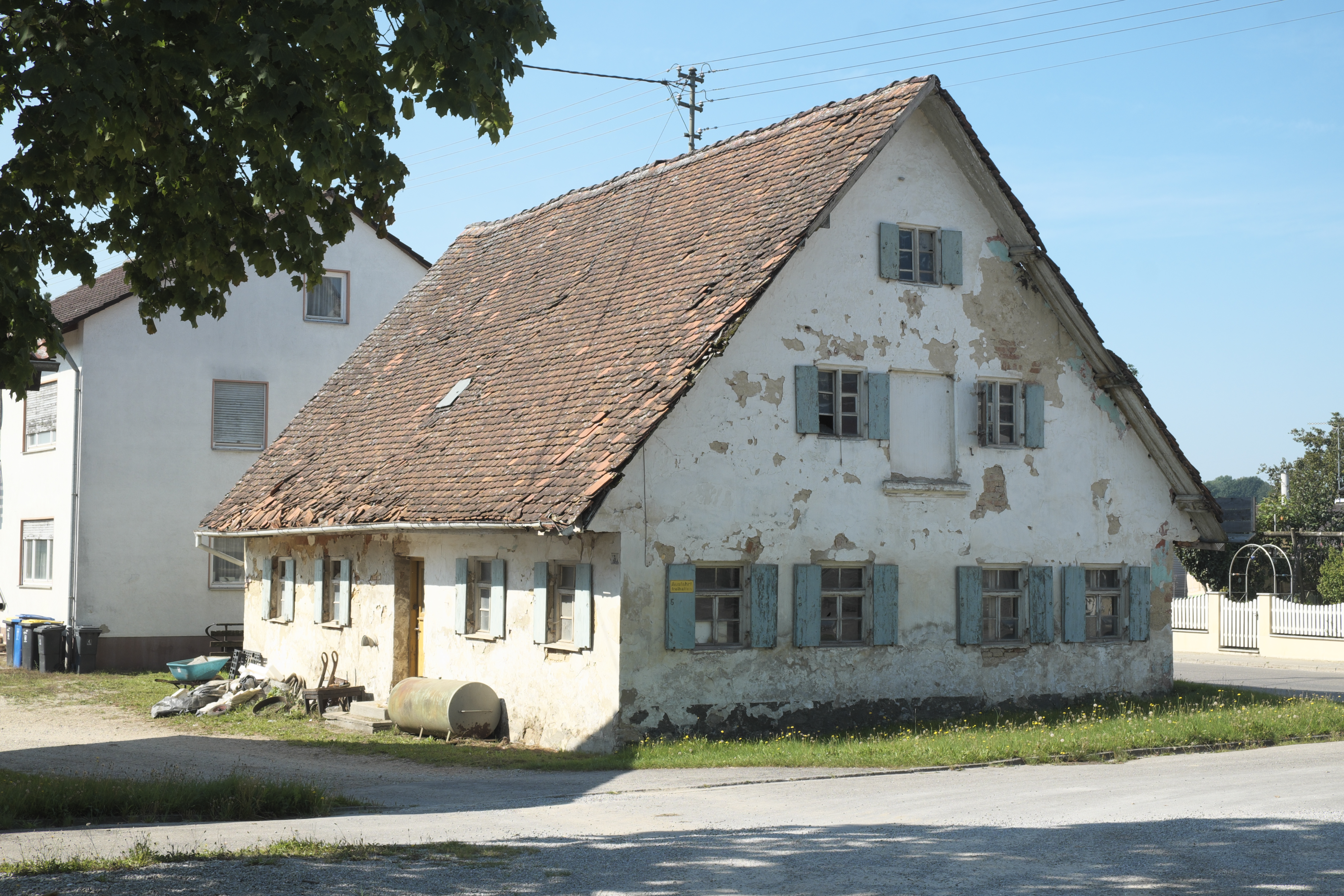
Ehemaliges Austragshaus in Taiting (2020)

Das Austragshaus in Taiting, einem Gemeindeteil von Dasing im schwäbischen Landkreis Aichach-Friedberg, wurde im frühen 18. Jahrhundert errichtet. Das ehemalige Austragshaus an der Marienstraße 11 ist ein geschütztes Baudenkmal.
Der erdgeschossige Greddachbau wird hofseitig über einen durchgesteckten Mittelflur erschlossen. Er dient seit den 1960er Jahren als Werkstatt und Lager.
An der nördlichen Giebelseite befand sich zwischen den beiden Fenstern eine Blechtafel des 19. Jahrhunderts mit der Darstellung des Heiligen Wandels (nur noch die Nische vorhanden).   